# CCGS Sir Wilfred Grenfell
CCGS Sir Wilfred Grenfell  — судно берегової охорони Канади, що базується у Вікторії, Британська Колумбія. Колишнє офшорне судно постачання, офіційно «прибережне багатоцільове патрульне кригостійке судно», назване на честь медичного місіонера в Лабрадорі сера Вілфреда Ґренфелла. Побудований у 1984–1985 роках, корабель «Сер Вілфред Ґренфелл» був придбаний урядом Канади та переобладнаний для служби берегової охорони. У 1994 році судно відіграло важливу роль у рибальському конфлікті, відомому як «Калканова війна» в Атлантичному океані.

## Будова і опис
Корабель 68,5 м максимальною довжиною, шириною 15 м і осадкою 5 м. Судно має водотоннажність у повному завантаженні 3 753 англійські тонни (3 813 т) і 2404 GT і 664,5 NT. Корпус кригостійкий. Корабель не пристосований приймати на борт літальні апарати.
«Сер Вілфред Ґренфелл» оснащений чотирма дизельними двигунами Deutz 4SA, двома 16-циліндровими та двома 9-циліндровими, які приводять у рух два вали з гвинтами з регульованим кроком. Це створює 9 457 кВ потужності, що забезпечує судну максимальну швидкість 30 км/год. Для використання як вантажного судна має місткість 879,70 м3 (193 510 англ. гал.) дизельного палива, даючи кораблю запас ходу в 20 000 км зі швидкістю 20 км/год. Корабель має 20 осіб екіпажу з 9 офіцерами та 11 членами екіпажу та 16 запасних місць. Судно несе 85-тонну буксирну лебідку.

## Історія служби
У Плані капіталовкладень флоту 1978 року Берегова охорона Канади мала намір замовити легкоозброєні патрульні судна корветного типу, щоб поєднувати пошуково-рятувальні роботи, патрулювання суверенітету та рибальства в одному судні. Проте берегова охорона відмовилася від проєкту і замість цього прагнула придбати більше кораблів морського постачання. Судно було побудовано компанією Marystown Shipyard Ltd. у Мерістауні, Ньюфаундленд і Лабрадор у 1984–85 роках із номером верфі 37. Під час будівництва судно було прийнято канадською береговою охороною та перетворено на пошуково-рятувальне судно. Названий на честь медичного місіонера на Лабрадорі, корабель увійшов до служби берегової охорони в грудні 1987 року, замінивши CCGS Grenfell. Судно зареєстроване в Оттаві, Онтаріо, і спочатку було приписане до Сент-Джонса, Ньюфаундленд і Лабрадор. Пізніше судно було перебазовано у Вікторію, Британська Колумбія, для обслуговування Західного регіону.
7/8 грудня 1989 року два торгові судна, Capitaine Torres і Johanna B, надіслали сигнали біди під час шторму біля узбережжя Канади в затоці Святого Лаврентія. Сер Вілфред Гренфелл вирушив на допомогу Capitaine Torres, але перш ніж він прибув на місце, торговельний корабель затонув, а команда з 18 осіб загинула через погану видимість і високі хвилі під час шторму. Корабель берегової охорони провів наступний день у пошуках тих, хто вижив, але знайшов лише два порожні рятувальні плоти.
У 1993 році «Сер Вілфред Ґренфелл» і CCGS Cape Roger із загонами Королівської канадської кінної поліції на борту переслідували та затримали судно Товариства охорони природи Sea Shepherd Cleveland Amory за перешкоджання кубинському рибальському траулеру Rio Los Casas на Ґранд-Бенкс. Клівленд Ейморі був проданий, щоб заплатити штрафи. У червні 1994 року закон Канади змінився Законом про охорону прибережного рибальства, який дав Канаді право управляти рибними запасами в межах 200 морськихз миль (370 км) від узбережжя. Того ж року Організація атлантичного рибальства присудила Канаді 70% вилову калкана. Жодного з цих актів не було визнано Європейським Союзом. Під час подій, які пізніше стали називати «Калкановою війною», європейські рибальські траулери продовжували ловити рибу на Ґранд-Бенкс всупереч канадському та міжнародному праву. «Сер Вілфред Ґренфелл» був одним із суден берегової охорони та Департаменту рибальства та океанів, які мали за завдання забезпечити дотримання цих правил. 9 березня 1995 року разом з іншими канадськими суднами «Сер Вілфред Ґренфелл» став обрізати сіті, що належали іспанському траулеру Estai, одночасно стримуючи інші європейські рибальські судна своїм водометом. «Сер Вілфред Ґренфелл» успішно виконав цей крок, і згодом сітки було виловлено, що продемонструвало незаконність тактики лову риби європейцями. Пізніше Естай був затриманий.
1 січня 1994 року береговою охороною в Галіфаксі, Нова Шотландія, було прийнято сигнал біди від судна 81 000 GRT Marika, про те що воно тонуло посеред Атлантики. Берегова охорона та канадські сили були мобілізовані, і «Сер Вілфред Ґренфелл» був направлений і проводив пошукові роботи після прибуття на місце аварії. На місці були знайдені лише уламки та порожні рятувальні плоти. Пошуково-рятувальні роботи тривали п'ять днів, перш ніж були припинені.
«Сер Вілфред Ґренфелл» зіштовхнувся з рибальським траулером Genny and Doug 3 травня 2003 року в густому тумані. Сер Вілфред Гренфелл заходив до гавані Сент-Джонса, а рибальське судно виходило, коли вони зіткнулися на відстані 2,8 км на північний схід від входу в гавань. Судно берегової охорони зазнало незначних пошкоджень, але Genny and Doug отримало значні пошкодження корпусу та рульової рубки з лівого борту. Після зіткнення обидва судна повернулися в Сент-Джонс.
Компанія Allied Shipbuilders Ltd., що розташована в Північному Ванкувері, Британська Колумбія, отримала контракт 17 лютого 2021 року на переобладнання та перепрофілювання судна Sir Winfred Grenfell на буй-тендер із можливостями пошуку та порятунку в рамках Національної стратегії суднобудування. Ремонтні роботи розпочалися у лютому.

## У масовій культурі
- У романі «Світова війна Z» Макса Брукса корабель «Сер Вілфред Ґренфелл» знятий з експлуатації та перебуває в Аланзі, Індія, очікуючи на злам. Все ще діючий корабель стає притулком для людей, які рятуються від натовпів зомбі[14].

### Цитування
1. 1 2 3 4  CCG Fleet: Vessel Details – Sir Wilfred Grenfell. Canadian Coast Guard. 4 лютого 2015. Архів оригіналу за 22 лютого 2018. Процитовано 22 лютого 2018.
2. 1 2 3  Saunders, 2004, с. 98.
3. 1 2  Maginley та Collin, 2001, с. 209.
4. ↑  Maginley, 2003, с. 61, 67—68.
5. ↑  Sir Wilfred Grenfell в базі даних Miramar Ship Index|accessdate=24 грудня 2016
6. ↑  Maginley, 2003, с. 68.
7. ↑  Sir Wilfred Grenfell. Canadian Coast Guard. Процитовано 4 серпня 2020.
8. ↑  Maginley, 2003, с. 150.
9. ↑  Maginley, 2003, с. 194.
10. ↑  Maginley, 2003, с. 194—195.
11. ↑  Maginley, 2003, с. 152—153.
12. ↑  Marine Investigation Report M03N0047. Transportation Safety Board of Canada. 24 квітня 2013. Архів оригіналу за 22 лютого 2018. Процитовано 22 лютого 2018.
13. ↑  Hakirevic, Naida (24 лютого 2021). Canada awards deal for CCGS Sir Wilfred Grenfell life extension. Naval Today. Архів оригіналу за 24 лютого 2021. Процитовано 20 червня 2021.
14. ↑  Brooks, Max (2006). World War Z. New York: Broadway Paperbacks. с. 72—73. ISBN 9780770437411.

## Зовнішні посилання
- CCGS Сер Вілфред Ґренфелл на сайті Канадської берегової охорони